# ماهامود
ماهامود (به اسپانیایی: Mahamud) یک شهرداری در اسپانیا است که در بورگوس واقع شده‌است.